# 4,4'-二甲基联苯
4,4'-二甲基联苯是一种有机化合物，化学式为C14H14。它可由4-溴甲苯在双(1,5-环辛二烯)镍存在下偶联得到。

## 反应
它和溴在碘催化下于二氯甲烷中反应，可以得到2-溴-4,4'-二甲基联苯。它和乙酰氯在三氯化铝存在下反应，可以得到2,3'-二乙酰基-4,4'-二甲基联苯。